# Jean-Yves Masson
Pour les personnes ayant le même patronyme, voir Masson.
Jean-Yves Masson, né le 28 septembre 1962 à Créhange en Moselle, est un écrivain, traducteur, éditeur, critique littéraire et professeur français.

## Biographie
Jean-Yves Masson est né en Lorraine, dans le pays de Nied. Ancien élève de l'École normale supérieure, qu'il intègre en 1982, il poursuit des études de lettres et de philosophie à Paris.
Il est poète (Onzains de la Nuit et du désir prix Roger-Kowalski et Offrandes, 1995 ; Poèmes du festin céleste, 2002 ; Neuvains du sommeil et de la sagesse, 2007, prix Max Jacob) et traducteur, notamment d'écrivains irlandais (Yeats), italiens (Mario Luzi, Roberto Mussapi, Leonardo Sinisgalli, Giorgio Caproni), autrichiens (Rilke, Hofmannsthal) et allemands (Eduard Mörike, Else Lasker-Schüler).
Il publie ses premiers poèmes dans La Nouvelle Revue française en avril 1986 et collabore ensuite à de nombreuses revues, surtout de poésie ; il est l'un des corédacteurs de la revue Polyphonies (de 1987 à la disparition de celle-ci en 1997). Critique littéraire, il est également l'un des collaborateurs réguliers du "Panorama de France Culture" au milieu des années 1990. Il publie en 1996 chez Verdier un premier roman, L'isolement, salué par la critique[réf. nécessaire].
Pour son recueil de nouvelles Ultimes vérités sur la mort du nageur (2007), il est lauréat de la bourse de la nouvelle attribuée par le jury du prix Goncourt, d'une bourse Thyde Monnier de la Société des gens de lettres, ainsi que du Prix Renaissance de la nouvelle. Ses Neuvains du sommeil et de la sagesse ont quant à eux été couronnés par le prix Max-Jacob, par le prix François Coppée 2008 (décerné par l’Académie française) ainsi que par le Prix de la Fondation Rainer Maria Rilke au Festival Rilke de Sierre, en Valais.
Après avoir été traducteur et critique littéraire de 1990 à 1998, Jean-Yves Masson a enseigné à l'université Paris X Nanterre où il a été maître de conférences, puis professeur de littérature comparée. Il est aujourd'hui (depuis 2005) professeur de littérature comparée à la Sorbonne (Paris IV) où il a dirigé (de 2006 à 2012) le Centre de recherche en littérature comparée, tout en poursuivant ses activités de traducteur et d'écrivain. Il dirige depuis 1991 la collection de littératures germaniques « Der Doppelgänger » aux éditions Verdier (plus de 50 titres parus), il a dirigé la collection « Le Siècle des poètes » aux éditions Galaade de 2008 jusqu'à la disparition de cette maison en 2017, et co-dirige depuis 2013 (en collaboration avec Jean-René_Ladmiral), la collection « Traductologiques » aux éditions Les Belles Lettres (11 titres parus). Avec Yves Chevrel (professeur émérite à la Sorbonne), il est l'initiateur et le co-éditeur d'une Histoire des traductions en langue française en quatre volumes publiée aux éditions Verdier, dont la publication a commencé en 2012 et s'est achevée en 2019. Ce travail collectif de grande ampleur fait appel à plus de deux cents collaborateurs répartis dans plus de vingt pays qui se sont donné pour tâche d'écrire une histoire de la constitution du patrimoine intellectuel de la langue française dans tous les domaines (« Avant-propos » du volume consacré au XIXe siècle), très au-delà de la seule littérature.
Jean-Yves Masson a été membre des jurys du Prix européen de littérature, du Prix de littérature francophone Jean Arp et du Prix de traduction Nelly Sachs (jusqu'en 2021). Il est membre du jury du Prix Max Jacob depuis 2019. De juin 2009 à juin 2011, puis de nouveau d'octobre 2018 à juin 2023, il a été président de la Maison des écrivains et de la littérature. De 2004 à 2014 il a tenu une chronique mensuelle consacrée à la poésie dans le Magazine littéraire, auquel il a continué de collaborer ensuite par différents articles de critique littéraire jusqu'à la disparition du magazine en 2020.
Le 5 septembre 2015, Jean-Yves Masson a reçu à Morges, à l'occasion du Festival "Le Livre sur les quais", le onzième Prix lémanique de la traduction (grand prix helvétique de traduction décerné, tous les trois ans, conjointement à un traducteur de littérature allemande en français et à un traducteur de littérature francophone en allemand). Le 18 mars 2016 il reçoit à Rome un des Prix nationaux de traduction  décernés chaque année par le ministère de la culture italien, pour son activité de traducteur d'italien et plus particulièrement pour la traduction de l'œuvre poétique de Giorgio Caproni réalisée conjointement avec Isabelle Lavergne et publiée aux éditions Galaade en 2015.
Il est le fondateur de l’association des Amis de Béatrice Douvre, aux côtés de Gabrielle Althen, d'Isabelle Raviolo, d'Olivier Kachler et de Pierre Maubé. Il est également le fondateur avec Béatrice Bonhomme de la Société des Lecteurs de Pierre Jean Jouve, dont il est le vice-président.
En 2015, il fonde avec Philippe Giraudon les Éditions de la Coopérative, qui publient des livres de littérature, tous genres confondus : poésie, roman, essai, conte et aphorismes. Les deux premiers auteurs qui y furent publiés sont Hofmannsthal et Germont. La maison a depuis publié des inédits de Vincent La Soudière, de Béatrice Douvre, de Paul Valéry, accueilli des auteurs tels que Mireille Gansel, traductrice et écrivaine, Jean Chalon, Jacques Robinet, Didier Laroque, fait découvrir des textes inconnus en français de William Butler Yeats, Hugo von Hofmannsthal, Siamanto, Eduard Mörike ou Hermann Hesse, publié des rééditions de textes rares, ainsi que de nombreux recueils de contes populaires.
Depuis 2016, Jean-Yves Masson est membre du Pen Club allemand.
En 2022, il a été élu membre de la section "littérature" de la Bayerische Akademie der Schönen Künste (Académie des Beaux Arts de Bavière, Munich).

## Œuvres
- Don Juan ou le refus de la dette, essai (en collaboration avec Sarah Kofman), Éditions Galilée, 1990
- Offrandes, poèmes, Voix d’Encre, 1995
- Onzains de la nuit et du désir, poèmes, Cheyne éditeur, 1995
- L'Isolement, roman, Éditions Verdier, 1996 ; rééd. Verdier Poche, 2014.
- Poèmes du festin céleste, l’Escampette, 2002
- Le Chemin de ronde, carnets, Voix d’encre, 2003
- Hofmannsthal, renoncement et métamorphose, Verdier, 2006
- Ultimes vérités sur la mort du nageur, nouvelles, Verdier, 2007
- Neuvains du sommeil et de la sagesse, poèmes, Cheyne Éditeur, 2007
- L'Incendie du théâtre de Weimar, roman, Verdier, 2014
- La Joconde est invisible, nouvelle, Circa1924, 2015.
- La Fée aux larmes, conte, Éditions de la Coopérative, 2016